# Radomír Šimůnek, Sr.
Radomír Šimůnek, Sr. (8. april 1962 i Plzeň – 10. august 2010 i Kamenice) var en tjekkisk cykelrytter, som hovedsageligt deltog i cykelcross, en sportsgren hans søn også dyrker.
Under det kommunistiske regime, blev Simunek verdensmester to gange, men havde ikke mulighed for at dyrke sin sport professionelt. De penge han indkørte i forbindelse med internationale konkurrencer i Belgien og Holland, blev afleveret til Den tjekkoslovakiske Cykelunion. Berlinmurens fald betød imidlertid, at han kunne blive professionel og i 1991 vandt han cykelcross-verdensmesterskabet i Gieten.